# Sân bay Marseille Provence
Sân bay Marseille Provence hay Aéroport de Marseille Provence (IATA: MRS, ICAO: LFML) là một sân bay có khoảng cách 27 km về phía tây bắc của Marseille, ở Marignane, cả hai đều thuộc tỉnh Bouches-du-Rhône trong vùng Provence-Alpes-Côte d'Azur của Pháp. 
Sân bay này đã phục vụ 6.155.154 lượt khách vào năm 2006, 6.963.000 lượt khách vào năm 2007 và 6.965.933 lượt khách vào năm 2008.

## Hãng hàng không và tuyến bay

### Terminal 1
| Hãng hàng không                                    | Các điểm đến                                                        |
| -------------------------------------------------- | ------------------------------------------------------------------- |
| Aer Lingus                                         | Dublin [theo mùa]                                                   |
| Aigle Azur                                         | Algiers, Annaba, Bejaia, Chlef, Constantine, Oran                   |
| Air Algérie                                        | Algiers, Annaba, Batna, Bejaia, Chlef, Constantine, Oran            |
| Air Austral                                        | Saint-Denis de la Réunion                                           |
| Air Burkina                                        | Ouagadougou                                                         |
| Air France                                         | Algiers, Tunis                                                      |
| Air Ivoire                                         | Abidjan                                                             |
| Air Madagascar                                     | Antananarivo                                                        |
| Air Malta                                          | Malta                                                               |
| Air Transat                                        | Montréal-Trudeau [theo mùa], Quebec City [seasonal; begins 24 June] |
| Armavia                                            | Yerevan                                                             |
| Atlas Blue                                         | Fez, Marrakech, Oujda                                               |
| British Airways                                    | London-Gatwick                                                      |
| Brussels Airlines                                  | Brussels                                                            |
| Bulgarian Air Charter                              | Burgas [theo mùa], Varna [theo mùa]                                 |
| Corsairfly                                         | Saint-Denis de la Réunion                                           |
| Czech Airlines                                     | Prague                                                              |
| El Al                                              | Tel Aviv                                                            |
| Gabon Airlines                                     | Libreville                                                          |
| Iberia cung ứng bởi Air Nostrum                    | Barcelona, Madrid                                                   |
| Lufthansa                                          | Frankfurt                                                           |
| Lufthansa Regional cung ứng bởi Eurowings          | Frankfurt                                                           |
| Lufthansa Regional cung ứng bởi Lufthansa CityLine | Munich                                                              |
| Private Wings                                      | Albacete, Ingolstadt                                                |
| Royal Air Maroc                                    | Casablanca                                                          |
| Syrian Air                                         | Damascus                                                            |
| TAP Portugal                                       | Lisbon                                                              |
| Tunisair                                           | Djerba, Monastir, Tunis                                             |

### Terminal 2 (mp²)
| Hãng hàng không | Các điểm đến |
| --------------- | --- |
| EasyJet         | Bristol [theo mùa], London-Gatwick |
| Germanwings     | Cologne/Bonn [theo mùa] |
| Jet4you         | Casablanca |
| Ryanair         | Agadir, Basel/Mulhouse, Biarritz, Birmingham [theo mùa], Bournemouth [theo mùa], Brest, Brussels South-Charleroi, Cagliari, Dublin [theo mùa], Edinburgh [theo mùa], Eindhoven, Fez, Glasgow-Prestwick, Gothenburg-City, Lille, London-Gatwick, London-Stansted, Madrid, Málaga, Marrakech, Nador, Nantes, Oslo-Torp, Paris-Beauvais, Porto, Stockholm-Skavsta, Tangier, Tours |

### Terminal 3
| Hãng hàng không                      | Các điểm đến                                   |
| ------------------------------------ | ---------------------------------------------- |
| Air France cung ứng bởi CCM Airlines | Ajaccio, Bastia, Calvi, Figari, Rome-Fiumicino |
| KLM cung ứng bởi KLM Cityhopper      | Amsterdam                                      |

### Terminal 4
| Hãng hàng không       | Các điểm đến                                            |
| --------------------- | ------------------------------------------------------- |
| Air France            | Lyon, Paris-Charles de Gaulle, Paris-Orly               |
| cung ứng bởi Brit Air | Nantes, Rennes                                          |
| cung ứng bởi HOP!     | Bordeaux, Clermont-Ferrand, Lille, Strasbourg, Toulouse |
| Twin Jet              | Basel/Mulhouse, Metz/Nancy, Milan-Malpensa              |

## Các hãng vận tải hàng hóa
| Hãng hàng không   | Các điểm đến |
| ----------------- | ------------ |
| DHL               |              |
| cung ứng bởi Exin | Nice         |

## Sự cố và tai nạn
- Ngày 6 tháng 2 năm 1989 chuyến bay 3132 của Inter Cargo Service, vận hành bởi Vickers Vanguard F-GEJE đã rơi khi cất cánh, 3 phi hành đoàn thiệt mạng, không có hành khách trên máy bay.[5]